# Hoym-Münzen
Hoym-Münzen sind preußische Münzen von 1781, die auf der Rückseite statt mit der gewöhnlichen Umschrift mit dem Geburtsdatum „D. 20. AUGUST“ des schlesischen Provinzialministers Karl Georg Heinrich von Hoym (* 20. August 1739; † 26. Oktober 1807) geprägt wurden.

## Münzgeschichte

Dem schlesischen Provinzialminister v. Hoym wurde je ein Exemplar der veränderten Nominale zum Geburtstag überreicht.

Die Münzunternehmer der preußischen Finanzverwaltung Daniel Itzig und Hirsch Simon bewogen im Jahr 1781 den Breslauer Münzdirektor und Münzmeister Karl Gotthelf Lessing (Bruder von Gotthold Ephraim Lessing), auf der Rückseite einiger Münzsorten statt der gewöhnlichen Umschrift das Datum des Geburtstags des schlesischen Provinzialministers Karl Georg Heinrich von Hoym aufzuprägen. Die Unternehmer Itzig und Simon glaubten ihren Vorgesetzten und Gönner damit besonders zu ehren. Den Nachforschungen des Numismatikers Emil Bahrfeldt zufolge wurde je ein Exemplar dem Minister zum Geburtstag überreicht.
Alle preußischen Münzstätten unterstanden in dieser Zeit dem Generalmünzdirektor Genz in Berlin, der die Prägungen dieser Stücke als Unfug bezeichnete und sofort abstellte. Die sogenannten Hoym-Münzen sind Privatausgaben, deren Herstellung ein „Münzvergehen“ war. Die dennoch bereits ausgegebenen Gepräge sind sehr selten. Obwohl die Münzunternehmer die Kosten für die Herstellung der neuen Rückseitenstempel, die Prägekosten und das Münzmetall selbst trugen, durften staatliche Münzen nicht für private Zwecke verändert werden. Der Befehl des Generalmünzdirektors, die gesamte Auflage einzuziehen und einzuschmelzen, war wahrscheinlich in diesem besonderen Fall die Reaktion auf den „Unfug“.
Die Hoym-Münzen sind die in Breslau geprägte Nominale
- Hoym-Friedrich d’or
- Hoym-Taler und Goldabschläge von den Hoym-Talerstempeln sowie
- Hoym-Dreikreuzer und Goldabschläge von den Hoym-Dreikreuzerstempeln.[9][10]

Sämtliche Hoym-Münzen zeigen auf der Rückseite statt der gewöhnlichen Umschrift das Geburtsdatum des schlesischen Provinzialministers Graf Karl Georg Heinrich von Hoym und den preußischen Reichsadler. Für die Vorderseiten der Stücke wurden die Prägestempel des normalen Zahlungsverkehrs verwendet. Die Münzbilder der verschiedenen Gepräge entsprechen alle dem Talerbild.

## Münzbeschreibung

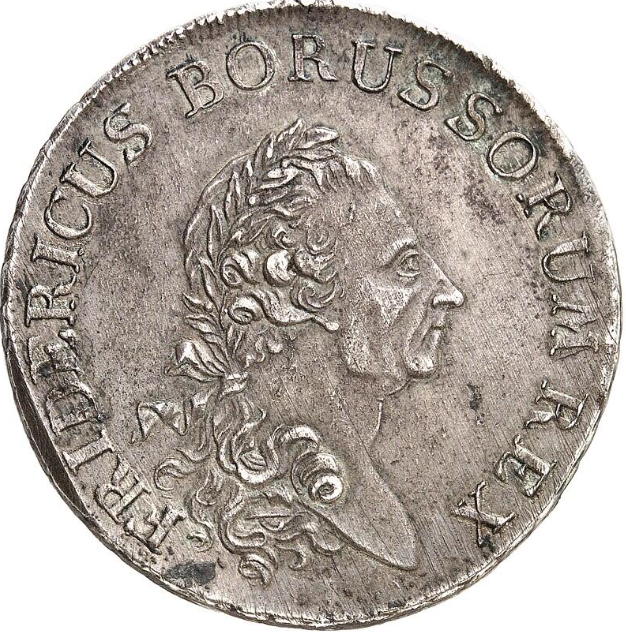
Hoym-Taler Vorderseite

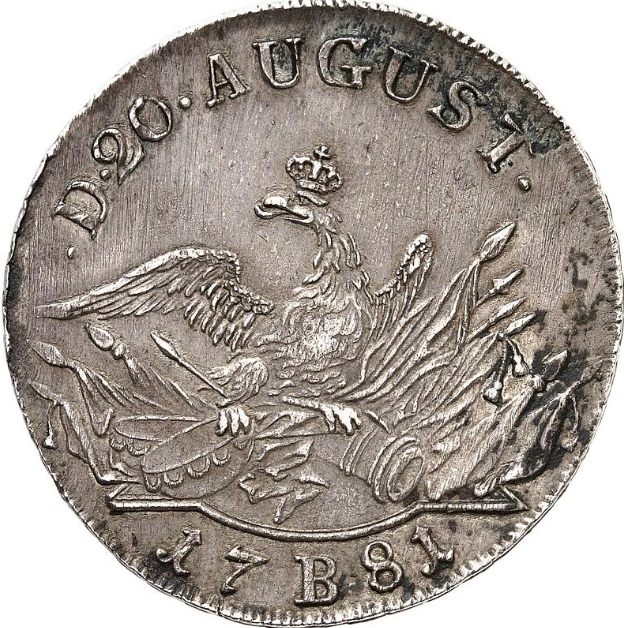
Rückseite mit Datum

Die Beschreibung ist auf den abgebildeten Hoym-Taler bezogen.
Der Hoym-Taler wurde in der Münzstätte Breslau (polnisch Wrocław) geprägt und entspricht dem preußischen Reichstaler, dem Kuranttaler zu 24 Guten Groschen. Einziger Unterschied ist, dass auf der Rückseite statt der gewöhnlichen Umschrift „EIN REICHS THALER“ das Geburtsdatum des schlesischen Provinzialministers Karl Georg Heinrich von Hoym aufgeprägt ist. Der veränderte Reichstaler ist eine illegale Privatausgabe.
Das Münzbild entspricht der Rokokozeit. Sämtliche Talermünzen Friedrichs des Großen wurden mit Laubrand zur Vermeidung von Beschneidung geprägt. Der silberne Taler hat einen Durchmesser von 38 mm und wiegt 21,70 g.

### Vorderseite
Die Vorderseite zeigt das Porträt Friedrichs des Großen mit Greisenantlitz nach rechts und Lorbeerkranz. Die Umschrift lautet FRIDERICUS BORUSSORUM REX (Friedrich König der Preußen.)

### Rückseite
Die Rückseite zeigt den bekrönten preußischen Adler auf Waffen und Fahnen, auch als Kriegsgeräte oder Armaturen bezeichnet. Im Abschnitt befindet sich die geteilte Jahreszahl 17 – 81, dazwischen das Münzzeichen „B“ der Münzstätte Breslau und oben bogig • D • 20 • AUGUST • statt EIN REICHS THALER, wie bei der Umschrift auf den unveränderten Münzen des normalen Zahlungsverkehrs.

## Fälschung
In den Berliner Münzblättern berichtet Emil Bahrfeldt, dass Hoym-Taler „mittels aufgelötheter oder gravierter Aufschrift D. 20. August bisweilen gefälscht vorkommen“. Sie sollen nach dem Tod des preußischen Königs Friedrich des Großen (1786) für Preußen-Sammler gefertigt worden sein.